# أوفه جنسن
أوفه جنسن (بالدنماركية: Ove Jensen)‏ (7 نوفمبر 1919 - 22 أبريل 2011) هو مدرب كرة قدم ولاعب كرة قدم دانمركي في مركز حراسة المرمى. شارك مع منتخب الدنمارك تحت 21 سنة لكرة القدم ومنتخب الدنمارك لكرة القدم. أما مع النوادي، فقد لعب مع Boldklubben af 1893 ‏.

## وصلات خارجية
- أوفه جنسن على موقع قاعدة بيانات كرة القدم.إي يو (الإنجليزية)
- أوفه جنسن على موقع عالم كرة القدم.نت (الإنجليزية)
- أوفه جنسن على موقع أوليمبيديا (الإنجليزية)